# Antimimistis illaudata
Antimimistis illaudata là một loài bướm đêm trong họ Geometridae.